# Sramnica
Srámnica ali dímeljnica (lat. os pubis) je sprednji, ukrivljeni del kolčnice, ki sega spredaj do sramnične zrasti (pubične simfize). Vsako kolčnico, parno kost, ki gradi medenico, poleg sramnice sestavljata še črevnica in sednica.

## Zgradba
Ločimo tri predele: telo sramnice ter zgornjo in spodnjo sramnično vejo.
Spredaj se sramnici stikata v sramnični zrasti. Predstavljata spodnji predel suprapubične regije.